# Oussama Targhalline
Oussama Targhalline (in arabo أسامة ترجملين‎?; Sidi Belyout, 20 maggio 2002) è un calciatore marocchino, centrocampista del Feyenoord.

## Carriera

### Club
Cresciuto nell'Académie Mohammed VI, Targhalline è stato acquistato dall'Olympique Marsiglia nel 2020 all'età di 18 anni. Ha debuttato in prima squadra il 19 dicembre 2021 nell'incontro di Coppa di Francia vinto 4-1 contro il Cannet Rocheville. Poche settimane dopo ha giocato anche il suo primo incontro di Ligue 1 contro il Bordeaux.
Il 1º agosto 2022 è stato ceduto in prestito in Turchia all'Alanyaspor. Il 7 gennaio 2023 è stato richiamato anticipatamente e ceduto a titolo definitivo dal Le Havre. Ha segnato il suo primo gol il 29 aprile nell'incontro di Ligue 2 vinto 2-1 contro il Caen.

### Nazionale
Ha giocato nelle nazionali giovanili marocchine Under-17, Under-20 ed Under-23.
Nel 2024, vestendo la maglia numero 14, ha vinto la medaglia di bronzo ai XXXIII Giochi Olimpici di Parigi.. Ha disputato tutte e sei le partite della nazionale marocchina per un totale di 475 minuti.

## Statistiche

### Presenze e reti nei club
Statistiche aggiornate al 4 settembre 2024.
| Stagione                     | Squadra                      | Campionato                   | Campionato | Campionato | Coppe nazionali | Coppe nazionali | Coppe nazionali | Coppe continentali | Coppe continentali | Coppe continentali | Altre coppe | Altre coppe | Altre coppe | Totale | Totale | Totale |
| Stagione                     | Squadra                      | Comp                         | Pres       | Reti       | Comp            | Pres            | Reti            | Comp               | Pres               | Reti               | Comp        | Pres        | Reti        | Pres   | Reti   |        |
| ---------------------------- | ---------------------------- | ---------------------------- | ---------- | ---------- | --------------- | --------------- | --------------- | ------------------ | ------------------ | ------------------ | ----------- | ----------- | ----------- | ------ | ------ | ------ |
| 2020-2021                    | Olympique Marsiglia 2        | N2                           | 3          | 0          |                 | -               | -               |                    | -                  | -                  |             | -           | -           | 3      | 0      |        |
| 2021-2022                    | Olympique Marsiglia 2        | N2                           | 8          | 0          |                 | -               | -               |                    | -                  | -                  |             | -           | -           | 8      | 0      |        |
| Totale Olympique Marsiglia 2 | Totale Olympique Marsiglia 2 | Totale Olympique Marsiglia 2 | 11         | 0          |                 | -               | -               |                    | -                  | -                  |             | -           | -           | 11     | 0      |        |
| 2021-2022                    | Olympique Marsiglia          | L1                           | 2          | 0          | CF              | 2               | 0               |                    | -                  | -                  |             | -           | -           | 3      | 0      |        |
| 2022-gen. 2023               | Alanyaspor                   | SL                           | 6          | 0          | CT              | 2               | 0               |                    | -                  | -                  |             | -           | -           | 7      | 0      |        |
| gen.-giu. 2023               | Le Havre                     | L2                           | 12         | 1          | CF              | 0               | 0               |                    | -                  | -                  |             | -           | -           | 12     | 1      |        |
| 2023-2024                    | Le Havre                     | L1                           | 14         | 0          | CF              | 2               | 0               |                    | -                  | -                  |             | -           | -           | 16     | 0      |        |
| 2024-2025                    | Le Havre                     | L1                           | 2          | 0          | CF              | 0               | 0               |                    | -                  | -                  |             | -           | -           | 2      | 0      |        |
| Totale Le Havre              | Totale Le Havre              | Totale Le Havre              | 28         | 1          |                 | 2               | 0               |                    | -                  | -                  |             | -           | -           | 30     | 1      |        |
| Totale carriera              | Totale carriera              | Totale carriera              | 47         | 1          |                 | 4               | 0               |                    | -                  | -                  |             | -           | -           | 51     | 1      |        |

### Cronologia presenze e reti in nazionale
| Cronologia completa delle presenze e delle reti in nazionale ― Marocco | Cronologia completa delle presenze e delle reti in nazionale ― Marocco | Cronologia completa delle presenze e delle reti in nazionale ― Marocco | Cronologia completa delle presenze e delle reti in nazionale ― Marocco | Cronologia completa delle presenze e delle reti in nazionale ― Marocco | Cronologia completa delle presenze e delle reti in nazionale ― Marocco | Cronologia completa delle presenze e delle reti in nazionale ― Marocco | Cronologia completa delle presenze e delle reti in nazionale ― Marocco |
| Data                                                                   | Città                                                                  | In casa                                                                | Risultato                                                              | Ospiti                                                                 | Competizione                                                           | Reti                                                                   | Note                                                                   |
| ---------------------------------------------------------------------- | ---------------------------------------------------------------------- | ---------------------------------------------------------------------- | ---------------------------------------------------------------------- | ---------------------------------------------------------------------- | ---------------------------------------------------------------------- | ---------------------------------------------------------------------- | ---------------------------------------------------------------------- |
| 9-9-2024                                                               | Agadir                                                                 | Lesotho                                                                | 0 – 1                                                                  | Marocco                                                                | Qual. Coppa d'Africa 2025                                              | -                                                                      |                                                                        |
| 21-3-2025                                                              | Oujda                                                                  | Niger                                                                  | 1 – 2                                                                  | Marocco                                                                | Qual. Mondiali 2026                                                    | -                                                                      | 90+4’                                                                  |
| 25-3-2025                                                              | Oujda                                                                  | Marocco                                                                | 2 – 0                                                                  | Tanzania                                                               | Qual. Mondiali 2026                                                    | -                                                                      | 78’                                                                    |
| 6-6-2025                                                               | Fès                                                                    | Marocco                                                                | 2 – 0                                                                  | Tunisia                                                                | Amichevole                                                             | -                                                                      | 83’                                                                    |
| 9-6-2025                                                               | Fès                                                                    | Marocco                                                                | 1 – 0                                                                  | Benin                                                                  | Amichevole                                                             | -                                                                      | 62’                                                                    |
| Totale                                                                 |                                                                        | Presenze                                                               | 5                                                                      |                                                                        | Reti                                                                   | 0                                                                      |                                                                        |

## Palmarès

### Club

#### Competizioni nazionali
- Ligue 2: 1

Le Havre: 2022-2023

### Nazionale
- Coppa delle nazioni africane Under-23: 1

Marocco 2023